# Jason Burnett
Jason Burnett född den 16 december 1986 i Etobicoke, Kanada, är en kanadensisk gymnast.
Han tog OS-silver i trampolin i samband med de olympiska gymnastiktävlingarna 2008 i Peking.